# آندری پلنکوویچ
آندری پلنکوویچ (کرواتی: Andrej Plenković؛ زادهٔ ۸ آوریل ۱۹۷۰) سیاست‌مدار اهل کرواسی و نخست‌وزیر کرواسی از اکتبر ۲۰۱۶ است.
همچنین وی از سال ۲۰۱۳ تا ۲۰۱۶ عضو پارلمان اروپا بوده است.

## نگارخانه

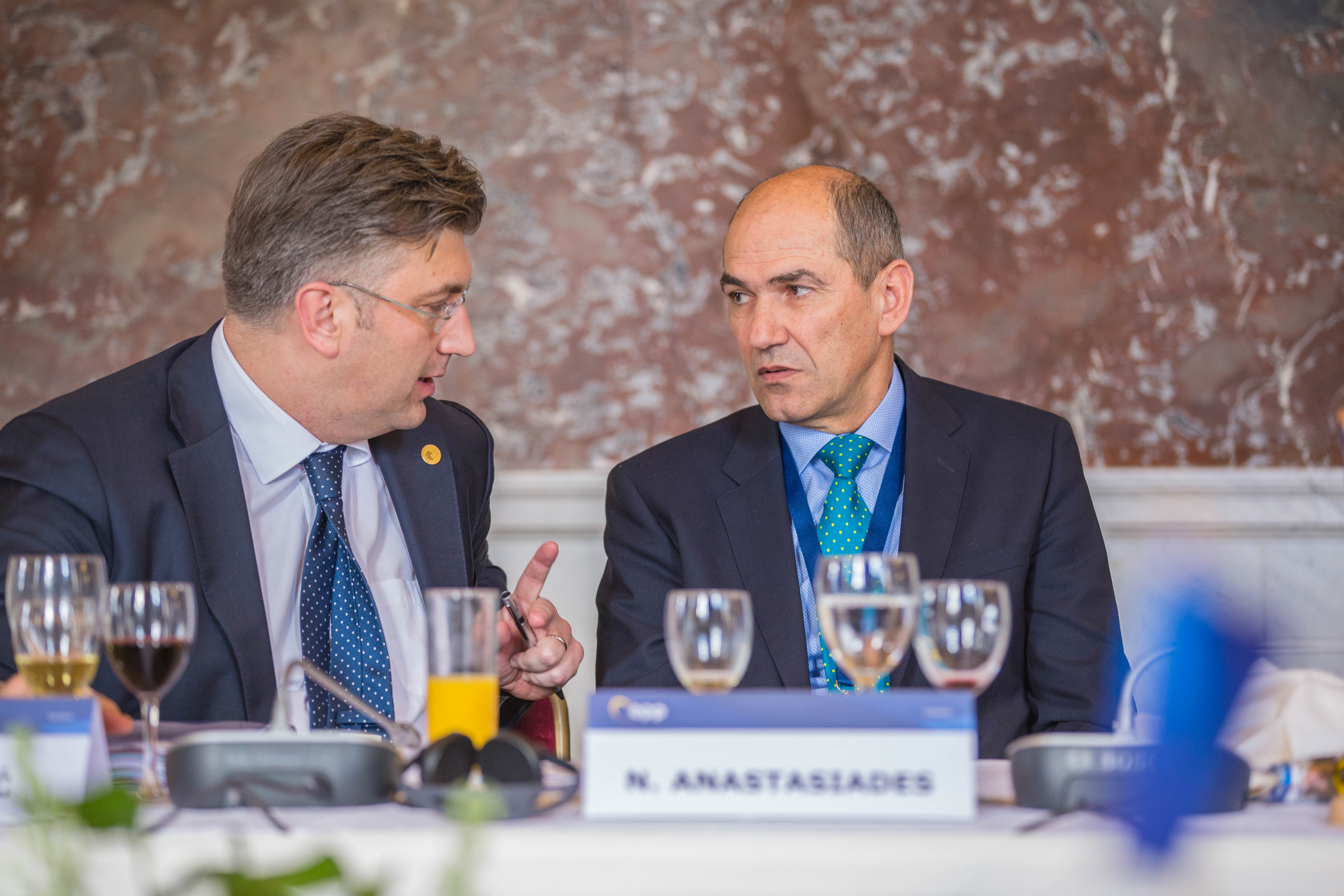
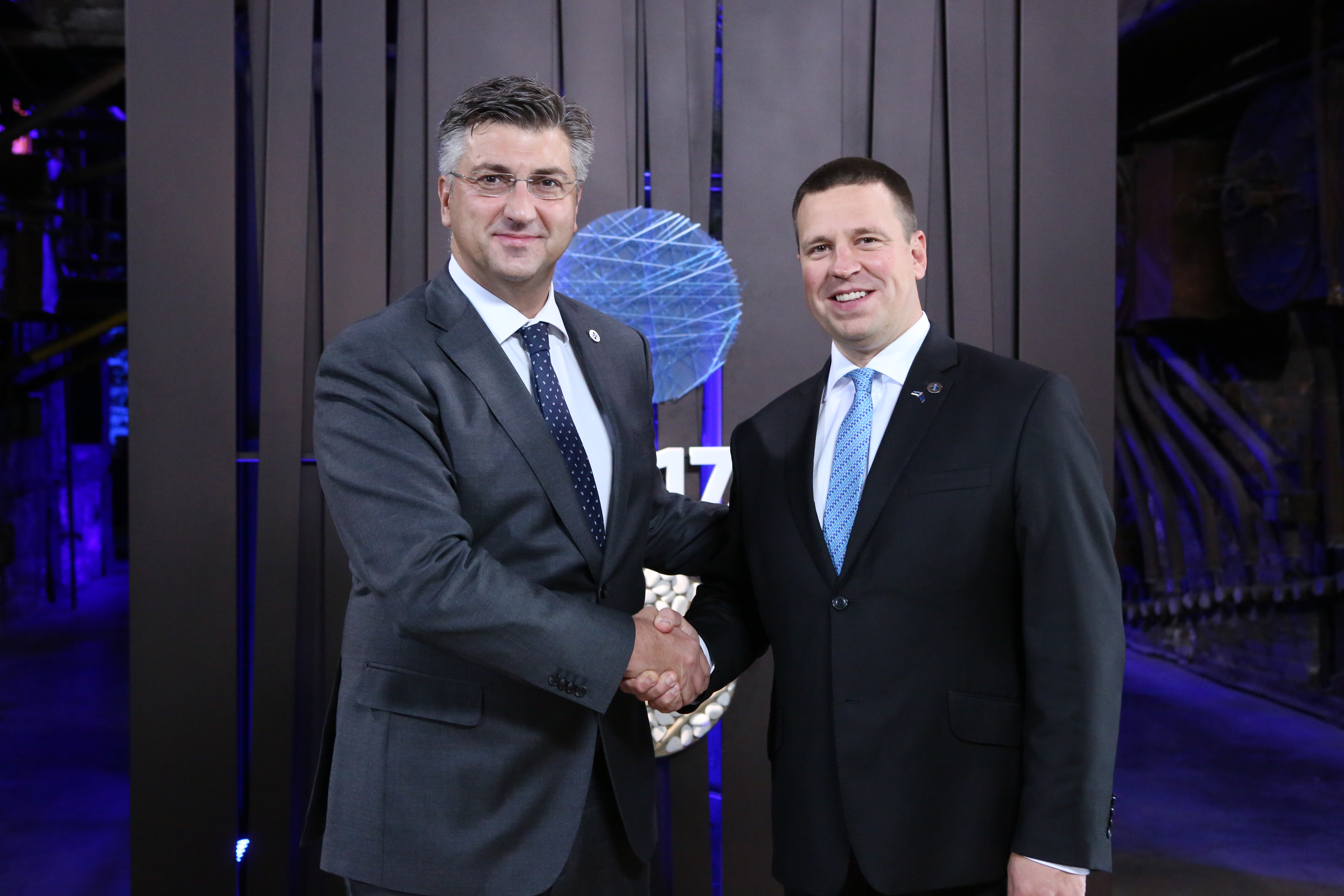